# FC 이스티클롤
FC 이스티클롤(FC Istiqlol, 타지크어: Истиклол, 페르시아어: استقلال)는 두샨베를 연고로 하는 타지키스탄의 축구 클럽으로 현재 타지키스탄 하이어 리그에 참가하고 있으며 타지키스탄 하이어 리그 최다 우승팀이다.

## 우승 기록
- 타지키스탄 하이어 리그: 우승 12회 (2010, 2011, 2012, 2015, 2016, 2017, 2018, 2019, 2020, 2021, 2022, 2023, 2024)
- 타지키스탄 컵: 우승 9회 (2009, 2010, 2011, 2013, 2014, 2015, 2016, 2018, 2019, 2022)
- 타지키스탄 슈퍼컵: 우승 11회 (2010, 2011, 2012,, 2014, 2015, 2016, 2018, 2019, 2020, 2021, 2022, 2024)
- AFC 챌린지리그: 우승 1회 (2012)
- AFC 챔피언스리그 투: 준우승 2회 (2015, 2017)

## 선수 명단

### 현역
참고: FIFA 자격 규정에 따라 소속된 국가대표팀 국기를 표시합니다. 선수는 복수의 FIFA 비회원국 국적을 가지고 있을 수 있습니다.
| 번호 | 포지션 | 국적                  | 이름              |
| ---- | ------ | --------------------- | ----------------- |
| 1    | GK     | 세르비아              | 니콜라 스토시치   |
| 8    | MF     | 보스니아 헤르체고비나 | 제니스 베가노비치 |
| 9    | FW     | 타지키스탄            | 루스탐 소이로프   |

| 번호 | 포지션 | 국적       | 이름                |
| ---- | ------ | ---------- | ------------------- |
| 63   | FW     | 타지키스탄 | 마누체흐르 잘릴로프 |
| 77   | MF     | 이란       | 레자 데가니         |

## 역대 감독
| 감독            | 임기   |
| --------------- | ------ |
| 이고리 체렙첸코 | 2023 ~ |

## 같이 보기
- 에스테글랄 FC
- 에스테글랄 쿠제스탄 FC